# Abyale
Abyale, pseudonimo di Abyale Renée Madeleine Nan Nguema (...), è una cantante francese molto popolare negli anni 90.
Il suo brano I Don't Talk About Love si piazzò al 28º posto della classifica francese SNEP.
Anche I Wanna Be Your Lover Too riscosse notevole successo in Francia. Interruppe momentaneamente la carriera nel 1995 per la maternità, poi partecipò a spot televisivi e musiche di titoli di testa per serie. Nel 2009 pubblica il secondo album. È anche membro del quartetto vocale Les Reines de Saba.
Universal Music la considera "una delle nuove dive della dance".

## Discografia

### Album
- 1993 - Nightbuzz
- 2009 - A Shade of Blue
- 2012 - Soul Train
- 2020 - Wax

### Singoli
- 1990 - I Wanna Be Your Lover Too
- 1991 - I Don't Talk About L.O.V.E. – #28 in Francia
- 1992 - A Kiss from Paris
- 1992 - The Snooker
- 1993 - I Wanna Find Somebody